# Муханга
Муханга (руанда Muhanga; до 2006 года — Гитарама [руанда Gitarama]) — город в Руанде, является административным центром района Муханга Южной провинции. Город расположен в географическом центре страны, к западу от столицы — Кигали.

## История
28 января 1961 года в Гитараме Руанда впервые была провозглашена республикой.
С 1962 года город Гитарама являлся административным центром одноимённой провинции, упразднённой в результате реформы 2006 года, по итогам которой вошёл в состав новосозданной Южной провинции; а также был переименован в Мухангу, однако в иностранных источниках продолжилось активное употребление старого названия.
В 1994 году, во время гражданской войны и геноцида, проводившее его подконтрольное Багосоре временное правительство страны располагалось в Гитараме с 12 апреля по 13 июня.

## Население
Население города, по оценочным данным на 2015 год, могло составлять 87 613 человек, а по материалам переписи 2012 года насчитывало 49 038 жителей, суммарно с населением примыкающего вплотную с юга Кабгайи.
Динамика численности населения города по годам по данным переписей:
| 1978 | 1991   | 2012   |
| ---- | ------ | ------ |
| 8531 | 17 490 | 49 038 |

## Персоналии
- Зура Карухимби — целительница, которая спасла более 100 человек во время геноцида.
- Доминик Мбоньюмутва — временный президент Руанды в 1963 году, жил и работал в Гитараме, в ней же был похоронен.